# 1498
Il 1498 (MCDXCVIII in numeri romani) è un anno  del XV secolo.

## Eventi
- 7 aprile – Il popolo di Firenze si rivolta contro Savonarola.
- 20 maggio – Vasco da Gama circumnaviga l'Africa, toccando il Mozambico e Malindi. Incaricato dal re Manuele I di Portogallo di raggiungere l'India via mare, nello stesso mese di maggio, Vasco da Gama raggiunge la costa indiana del Malabar dopo aver compiuto il primo periplo dell'Africa.
- 23 maggio – In piazza della Signoria a Firenze, viene impiccato e successivamente bruciato Girolamo Savonarola.
- 30 maggio – Cristoforo Colombo compie il suo terzo viaggio in America durante il quale scopre il Sudamerica (e quindi è la seconda persona ad approdare nel continente americano vero e proprio dopo Giovanni Caboto, in quanto fino ad allora aveva esplorato le isole caraibiche). Egli identifica il continente nel Giardino dell'Eden.
- Nel corso del suo secondo viaggio in Nordamerica (di cui si sa poco o nulla) per conto dell'Inghilterra Giovanni Caboto scompare. Presumibilmente è vittima di un naufragio mentre cerca il Passaggio a Nord-Ovest lungo le coste della Penisola del Labrador.Stava ancora scoprendo l'isola di Terranova ed il Canada, in compagnia di Sebastiano Caboto.

## Nati

### Gennaio
- 5 gennaio - Isabella Borgia Enriquez, nobildonna, religiosa e scrittrice spagnola († 1557)
- 8 gennaio - Toto del Nunziata, pittore e architetto italiano († 1554)
- 31 gennaio - Tiberio Crispo, cardinale e vescovo cattolico italiano († 1566)

### Febbraio
- 4 febbraio - Giorgio I di Württemberg-Mömpelgard, nobile tedesco († 1558)
- 25 febbraio - Francesco di Saluzzo, marchese († 1537)
- 27 febbraio - Shimazu Tadaharu, militare giapponese († 1510)

### Aprile
- 6 aprile - Giovanni delle Bande Nere, condottiero italiano († 1526)
- 9 aprile - Giovanni di Lorena, cardinale e arcivescovo cattolico francese († 1550)

### Maggio
- 23 maggio - Sampiero Corso, mercenario e militare italiano († 1567)

### Giugno
- 30 giugno - Guglielmo di Brandeburgo, arcivescovo cattolico tedesco († 1563)

### Agosto
- 12 agosto - Giovan Battista Gelli, filosofo e scrittore italiano († 1563)
- 23 agosto - Michele della Pace d'Aviz, principe († 1500)

### Settembre
- 27 settembre - Francesco Burlamacchi, politico italiano († 1548)

### Ottobre
- 24 ottobre - Sigismondo I Malatesta, condottiero italiano († 1543)

### Novembre
- 15 novembre - Eleonora d'Asburgo, regina († 1558)
- 30 novembre - Andrés de Urdaneta, esploratore e navigatore spagnolo († 1568)

### Dicembre
- 1º dicembre - Giovanni Michele Saraceni, nobile e cardinale italiano († 1568)
- 19 dicembre - Andrea Osiander, teologo e scienziato tedesco († 1552)

### Senza giorno specificato
- Girolamo da Treviso, pittore italiano († 1544)
- Lodovico Alighieri, nobile, giurista e politico italiano († 1547)
- Amari Torayasu, militare giapponese († 1548)
- Juan de Badajoz il Giovane, architetto spagnolo († 1552)
- Lancelot Blondeel, pittore, incisore e ingegnere fiammingo († 1561)
- Hieronymus Bock, botanico tedesco († 1554)
- Giovanni Borgia, nobile italiano
- Bernardo Cappello, scrittore e umanista italiano († 1565)
- Giulio Clovio, pittore italiano († 1578)
- Guillaume de Croÿ, arcivescovo cattolico e cardinale francese († 1521)
- Cassiano dal Pozzo, politico e magistrato italiano († 1578)
- Tommaso Fazello, presbitero, storico e antiquario italiano († 1570)
- Marcantonio Flaminio, umanista italiano († 1550)
- Francesco Galigai, matematico italiano († 1573)
- Marco Tullio Garganello, religioso italiano
- Conrad Grebel, teologo svizzero († 1526)
- Maarten van Heemskerck, pittore olandese († 1574)
- Antonio Lauro, vescovo cattolico italiano († 1577)
- Íñigo López de Mendoza y Zúñiga, cardinale e arcivescovo cattolico spagnolo († 1537)
- Vincenzo Maggi, filosofo e letterato italiano († 1564)
- Felix Manz († 1527)
- Tamás Nádasdy, militare ungherese († 1562)
- María Osorio y Pimentel, nobildonna spagnola († 1539)
- Sagara Taketō, militare giapponese († 1551)
- Julio Segni, compositore, clavicembalista e organista italiano († 1561)
- Lelio Torelli, funzionario e giurista italiano († 1576)
- Vicente de Valverde, vescovo cattolico spagnolo († 1541)
- Andrés de Vega, teologo spagnolo († 1549)
- Pietro Paolo Vergerio, teologo, vescovo cattolico e vescovo luterano italiano († 1565)
- Pallavicino Visconti, vescovo cattolico e condottiero italiano († 1549)
- Maddalena de La Tour d'Auvergne († 1519)
- Jorge de Menezes, esploratore, militare e politico portoghese († 1537)
- Antoine Escalin des Aimars, ammiraglio e ambasciatore francese († 1578)
- Sofia di Pomerania, regina († 1568)
- Filiberta di Savoia († 1524)

## Morti
- 10 gennaio - Nicolò Trevisan, vescovo cattolico italiano (n. 1436)
- 16 gennaio - Francesco Botticini, pittore e artigiano italiano (n. 1446)
- 4 febbraio - Antonio del Pollaiolo, pittore, scultore e orafo italiano
- 12 febbraio - Narbona Dacal
- 22 marzo - Paolo Fregoso, cardinale e arcivescovo cattolico italiano (n. 1430)
- 7 aprile - Carlo VIII di Francia, sovrano francese (n. 1470)
- 8 aprile - Francesco Valori, politico italiano (n. 1438)
- 3 maggio - Çiçek Hatun, ottomana
- 23 maggio - Domenico Buonvicini, monaco cristiano e predicatore italiano
- 23 maggio - Girolamo Savonarola, religioso, politico e predicatore italiano (n. 1452)
- 9 giugno - Pomponio Leto, umanista italiano (n. 1428)
- 22 giugno - Mirkhond, storico persiano (n. 1433)
- 4 luglio - Filippo di Borgogna-Beveren, funzionario francese (n. 1450)
- 14 luglio - Gentile Budrioli, astrologa italiana
- 27 luglio - Vespasiano da Bisticci, scrittore e umanista italiano (n. 1421)
- 23 agosto - Isabella di Trastámara (n. 1470)
- 14 settembre - Giovanni il Popolano, politico italiano (n. 1467)
- 16 settembre - Tomás de Torquemada, religioso spagnolo (n. 1420)
- 18 settembre - Giovanni Battista Savelli, cardinale italiano
- 21 settembre - Marco da Modena, presbitero italiano
- 24 settembre - Cristoforo Landino, umanista, poeta e filosofo italiano (n. 1424)
- 10 ottobre - Antonio Tassino, italiano
- 20 ottobre - Davud Pascià, generale albanese (n. 1446)
- 7 dicembre - Alessandro Hegio, umanista tedesco
- 19 dicembre - Jeanne de Laval, nobile francese (n. 1433)
- Pietro Alemanno, pittore e scultore italiano
- Orsino Benintendi, scultore italiano
- Conte Borella, condottiero, militare e politico italiano
- Bernardo Cennini, orafo e tipografo italiano (n. 1415)
- Mariano da Genazzano, predicatore italiano (n. 1412)
- Piero Del Pugliese, politico e mecenate italiano (n. 1430)
- Enrico I di Münsterberg-Oels, nobile ceco (n. 1448)
- Qvarqvare II Jaqeli, principe georgiano (n. 1416)
- Gianfrancesco Martinengo, condottiero italiano
- Michael Pacher, pittore e intagliatore austriaco
- Antonello Savelli, condottiero italiano (n. 1450)
- Luis de Santángel, politico spagnolo (n. 1435)
- Jost von Silenen, vescovo cattolico svizzero

## Calendario
| Calendario 1498 | Calendario 1498 | Calendario 1498 | Calendario 1498 | Calendario 1498 | Calendario 1498 | Calendario 1498 | Calendario 1498 | Calendario 1498 | Calendario 1498 | Calendario 1498 | Calendario 1498 | Calendario 1498 | Calendario 1498 | Calendario 1498 | Calendario 1498 | Calendario 1498 | Calendario 1498 | Calendario 1498 | Calendario 1498 | Calendario 1498 | Calendario 1498 | Calendario 1498 | Calendario 1498 | Calendario 1498 | Calendario 1498 | Calendario 1498 | Calendario 1498 | Calendario 1498 | Calendario 1498 | Calendario 1498 | Calendario 1498 | Calendario 1498 |
| --------------- | --------------- | --------------- | --------------- | --------------- | --------------- | --------------- | --------------- | --------------- | --------------- | --------------- | --------------- | --------------- | --------------- | --------------- | --------------- | --------------- | --------------- | --------------- | --------------- | --------------- | --------------- | --------------- | --------------- | --------------- | --------------- | --------------- | --------------- | --------------- | --------------- | --------------- | --------------- | --------------- |
|                 | 1               | 2               | 3               | 4               | 5               | 6               | 7               | 8               | 9               | 10              | 11              | 12              | 13              | 14              | 15              | 16              | 17              | 18              | 19              | 20              | 21              | 22              | 23              | 24              | 25              | 26              | 27              | 28              | 29              | 30              | 31              |                 |
| Gennaio         | Lu              | Ma              | Me              | Gi              | Ve              | Sa              | Do              | Lu              | Ma              | Me              | Gi              | Ve              | Sa              | Do              | Lu              | Ma              | Me              | Gi              | Ve              | Sa              | Do              | Lu              | Ma              | Me              | Gi              | Ve              | Sa              | Do              | Lu              | Ma              | Me              |                 |
| Febbraio        | Gi              | Ve              | Sa              | Do              | Lu              | Ma              | Me              | Gi              | Ve              | Sa              | Do              | Lu              | Ma              | Me              | Gi              | Ve              | Sa              | Do              | Lu              | Ma              | Me              | Gi              | Ve              | Sa              | Do              | Lu              | Ma              | Me              |                 |                 |                 |                 |
| Marzo           | Gi              | Ve              | Sa              | Do              | Lu              | Ma              | Me              | Gi              | Ve              | Sa              | Do              | Lu              | Ma              | Me              | Gi              | Ve              | Sa              | Do              | Lu              | Ma              | Me              | Gi              | Ve              | Sa              | Do              | Lu              | Ma              | Me              | Gi              | Ve              | Sa              |                 |
| Aprile          | Do              | Lu              | Ma              | Me              | Gi              | Ve              | Sa              | Do              | Lu              | Ma              | Me              | Gi              | Ve              | Sa              | Do              | Lu              | Ma              | Me              | Gi              | Ve              | Sa              | Do              | Lu              | Ma              | Me              | Gi              | Ve              | Sa              | Do              | Lu              |                 |                 |
| Maggio          | Ma              | Me              | Gi              | Ve              | Sa              | Do              | Lu              | Ma              | Me              | Gi              | Ve              | Sa              | Do              | Lu              | Ma              | Me              | Gi              | Ve              | Sa              | Do              | Lu              | Ma              | Me              | Gi              | Ve              | Sa              | Do              | Lu              | Ma              | Me              | Gi              |                 |
| Giugno          | Ve              | Sa              | Do              | Lu              | Ma              | Me              | Gi              | Ve              | Sa              | Do              | Lu              | Ma              | Me              | Gi              | Ve              | Sa              | Do              | Lu              | Ma              | Me              | Gi              | Ve              | Sa              | Do              | Lu              | Ma              | Me              | Gi              | Ve              | Sa              |                 |                 |
| Luglio          | Do              | Lu              | Ma              | Me              | Gi              | Ve              | Sa              | Do              | Lu              | Ma              | Me              | Gi              | Ve              | Sa              | Do              | Lu              | Ma              | Me              | Gi              | Ve              | Sa              | Do              | Lu              | Ma              | Me              | Gi              | Ve              | Sa              | Do              | Lu              | Ma              |                 |
| Agosto          | Me              | Gi              | Ve              | Sa              | Do              | Lu              | Ma              | Me              | Gi              | Ve              | Sa              | Do              | Lu              | Ma              | Me              | Gi              | Ve              | Sa              | Do              | Lu              | Ma              | Me              | Gi              | Ve              | Sa              | Do              | Lu              | Ma              | Me              | Gi              | Ve              |                 |
| Settembre       | Sa              | Do              | Lu              | Ma              | Me              | Gi              | Ve              | Sa              | Do              | Lu              | Ma              | Me              | Gi              | Ve              | Sa              | Do              | Lu              | Ma              | Me              | Gi              | Ve              | Sa              | Do              | Lu              | Ma              | Me              | Gi              | Ve              | Sa              | Do              |                 |                 |
| Ottobre         | Lu              | Ma              | Me              | Gi              | Ve              | Sa              | Do              | Lu              | Ma              | Me              | Gi              | Ve              | Sa              | Do              | Lu              | Ma              | Me              | Gi              | Ve              | Sa              | Do              | Lu              | Ma              | Me              | Gi              | Ve              | Sa              | Do              | Lu              | Ma              | Me              |                 |
| Novembre        | Gi              | Ve              | Sa              | Do              | Lu              | Ma              | Me              | Gi              | Ve              | Sa              | Do              | Lu              | Ma              | Me              | Gi              | Ve              | Sa              | Do              | Lu              | Ma              | Me              | Gi              | Ve              | Sa              | Do              | Lu              | Ma              | Me              | Gi              | Ve              |                 |                 |
| Dicembre        | Sa              | Do              | Lu              | Ma              | Me              | Gi              | Ve              | Sa              | Do              | Lu              | Ma              | Me              | Gi              | Ve              | Sa              | Do              | Lu              | Ma              | Me              | Gi              | Ve              | Sa              | Do              | Lu              | Ma              | Me              | Gi              | Ve              | Sa              | Do              | Lu              |                 |